# ショーロンボイ人
- ショロンバ人

ショーロンボイ人（ショーロンボイじん、英：Shoromboy, 露：Шоромба）は、ロシアのインディギルカ川の上流に住んでいたタイガ・ユカギール族の部族。失われたユカギール12部族の一つで、現在は存在していない。

## 概要
ヤサク（現物税徴収）の本によると、Порочи（ポロチ）、Пелевы（ペレフ）、Нозеги（ノゼギ）、Надуни（ナドゥニ）、Пороя（ポロイ）、Кондыли（コンディリ）、Люкочи（リュコチ）、Ятанги（ヤタンギ）、Лукты（ルクタ）、Миндовки（ミンドフカ）、Кокори（ココリ）、Нелиты（ネリータ）の12の氏族で構成されており、民族名は、ユカギール語で（shoromo「男」）を意味する。
18世紀前半には、ロシア人との軍事衝突や天然痘の流行により絶滅した。